# Маслов, Валерий Павлович
Вале́рий Па́влович Ма́слов (28 апреля 1940, Усть-Большерецкий район, Хабаровский край — 27 июля 2017, Москва) — советский хоккеист (с мячом) и футболист, полузащитник и нападающий, заслуженный мастер спорта СССР (1965), заслуженный тренер России по хоккею с мячом (1994).

## Биография
Валерий Маслов был единственным в СССР спортсменом, который выводил на поле сборные СССР по хоккею с мячом и по футболу с капитанской повязкой на рукаве.

### Хоккей с мячом
В хоккей с мячом играл за «Труд» (Калининград) — 1959—1961, «Динамо» (Москва) — 1961—1979.
- Десятикратный чемпион СССР: 1963, 1964, 1965, 1967, 1970, 1972, 1973, 1975, 1976, 1978
- Пятикратный серебряный призёр: 1966, 1968, 1971, 1974, 1977
- Бронзовый призёр: 1962
- Трёхкратный обладатель Кубка европейских чемпионов: 1976, 1977, 1979
- Восьмикратный чемпион мира: 1961, 1963, 1965, 1967, 1971, 1973, 1975, 1977
- Признан лучшим нападающим чемпионата мира: 1973
- Награждён памятной медалью Международной федерации хоккея с мячом «За выдающиеся заслуги в развитии хоккея с мячом»: 1976
- 13 раз назывался в списке «22 (33) лучших» — 1960—1964, 1968, 1970, 1972, 1974—1978
- Дважды признан лучшим нападающим СССР: 1970, 1973

### Футбол
В футбол играл за «Труд» (Калининград) — 1958—1961, «Динамо» (Москва) — 1961—1971, «Динамо» (Махачкала) — 1972, «Динамо» (Вологда) — 1973—1975.
Выступал в составе национальной и олимпийской сборных СССР, участник отборочных матчей чемпионата Европы (1968) и Олимпийских игр (1964). Дебют в сборной — 20 мая 1964 года. На уровне сборной страны провёл 8 матчей, забил 2 мяча.
- Чемпион СССР: 1963
- Серебряный призёр: 1962, 1967, 1970
- Двукратный обладатель Кубка СССР: 1967, 1970
- 6 раз назывался в списке «33 лучших»: 1963—1965, 1967, 1968, 1970

## Тренерская карьера

### Хоккей с мячом
Главный тренер «Юности» (Омск) — 1987—1989, «Строителя» (Сыктывкар) — 1992—1997, «Агрохима» (Березники) — 1998—2000, тренер «Динамо» (Москва) — 1983—1985. Под его руководством «Строитель» стал серебряным призёром I чемпионата России (1993). В 1993—1996 годах возглавлял юниорскую сборную России, которая в 1994 году стала чемпионом мира.

### Футбол
Тренер и главный тренер «Спартака» (Орджоникидзе) — 1981—1983, тренер «Сокола» (Саратов) — 1989—1990.

## Смерть
Умер 27 июля 2017 года после продолжительной болезни в Москве. Похоронен на Троекуровском кладбище (25 участок).

## Награды
- Орден Почёта (1998)
- Медаль «За трудовую доблесть» (30.05.1969)